# Blerong
Blerong is een bestuurslaag in het regentschap Demak van de provincie Midden-Java, Indonesië. Blerong telt 5055 inwoners (volkstelling 2010).